# کلی روان
کلی روان (انگلیسی: Kelly Rowan؛ زاده ۲۶ اکتبر ۱۹۶۵) یک هنرپیشه اهل کانادا است. وی از سال ۱۹۸۴ میلادی تاکنون مشغول فعالیت بوده‌است.
از فیلم‌های معروف او می‌توان به بازی در فیلم یک هشت هفت و مجاورت اشاره کرد.